# 吉田新田

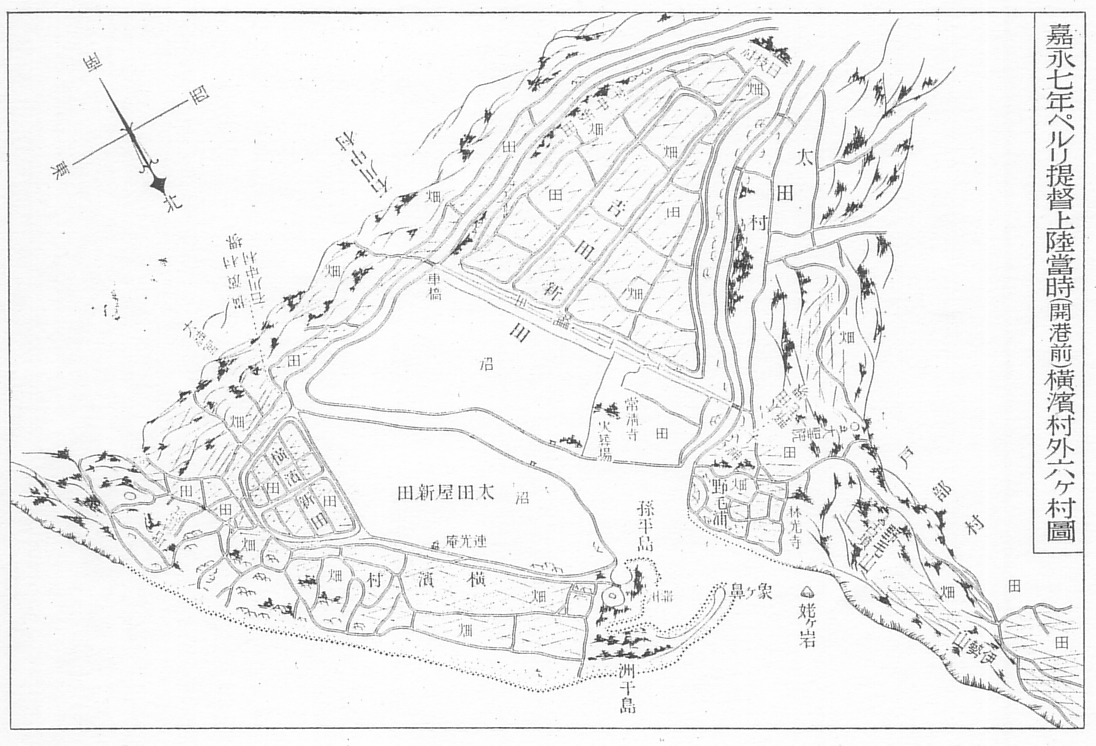
1854年の地図。中央上部の三角形に近い一帯が吉田新田である。

吉田新田（よしだしんでん）は、現在の神奈川県横浜市中区および南区に跨る地域で開墾された新田。江戸時代前期に吉田勘兵衛によって開墾された。近代横浜の枢要部である関内地区の外側の、南西側に伸びる低地の市街地の多くは、この吉田新田の開発により陸化された土地であり、横浜発展の基礎を築いた新田である。

## 背景
大岡川と中村川と新横浜通り（旧 派大岡川）に囲まれた地域で、現在はその周辺部も含めて「関外地区」と呼ばれている。この地域は、北側に野毛山、南側に山手の標高40mから50m程度の洪積台地に挟まれた谷戸状の地形であり、広さは約35万坪になる。縄文海進によって溺れ谷となった入江となっていた。この入江そのものは、大岡川によるその後の堆積によっても埋まらないままであったが、湾口に砂洲が伸びて、村落が形成されていた（横浜村）。この入江の沿岸では、横浜村や野毛村などの村民が、少ない田畑を耕作したり、入江に塩田を開いて生活していた。この入海が埋立てに適していることに目をつけた江戸の材木商である吉田勘兵衛（吉田勘兵衛良信）は、明暦2年（1656年）に江戸幕府から、埋立て・新田開発の許可を得た。村民は広い田地を求めて賛同し、技術面では黒田助兵衛（くろだすけべえ）が請け負い、開発が始まった。

## 埋め立て
明暦2年7月17日（1656年9月5日）に鍬入れ式が行われ、工事が開始された。海水の流入を防ぐ潮除堤（しおよけつづみ）を築くことから始められた。土は天神山（今の日ノ出町駅裏）と中村大丸山（今の市大病院裏）を崩した。堤は、横浜村の砂洲よりやや内陸側の、現在の関内駅付近に築かれたと考えられている。ところが、翌明暦3年5月10日（1657年6月21日）から11日間にわたって梅雨の影響で海が荒れ、築いた潮除堤が崩壊して埋め立てた土が流されてしまった。村民らは食い止める努力をしたものの、全ての作業が水の泡となってしまった。
吉田勘兵衛は、波で崩壊しない丈夫な石の堤が必要だと考え、再び計画を練った。村民は再度の埋め立てに猛反対するが、吉田の説得により再び賛同した。2回目の埋め立ては、砂村新左衛門（すなむらしんざえもん）が技術面で請け負った。幕府の許可を受け、万治2年2月11日（1659年4月2日）に工事を開始した。潮除堤の石垣は安房と伊豆から運ばれ、土は天神山、中村大丸山、横浜村の洲干島から削った。村民は完成前から新田で耕作を開始した。寛文7年（1667年）に完成し、新田を野毛新田と名付けた吉田は、新田開発の成功は、村民の努力に加えて神仏の加護があったからとして、地域の氏神として日枝神社を勧請し、地域を守護する寺院として常清寺を建立した。

## 結果
吉田勘兵衛はこの地に家を建て住み、その子孫11代まで住み続けることとなる。新田開発成功を知った4代将軍徳川家綱は寛文9年（1669年）に功績を称え、新田名を吉田新田と改称し、吉田に苗字帯刀を許した。延宝2年（1674年）に公式の検地が行われ、新田村となった。

## その後

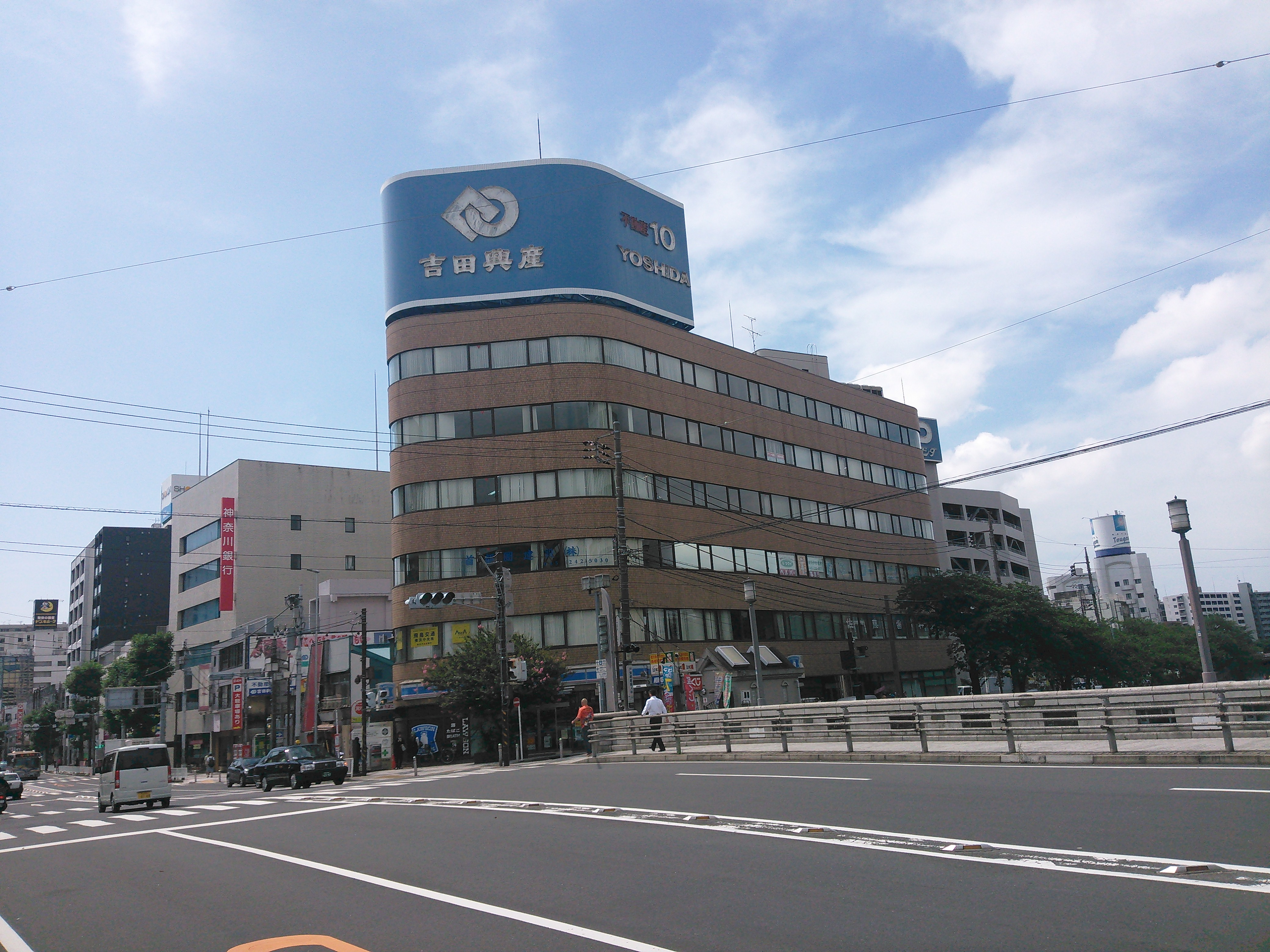
長者橋のたもとの第10吉田ビル。吉田家の邸宅跡で、吉田勘兵衛の子孫が経営する吉田興産の所有である。

吉田新田の区割りは南北に浜手から数えて七ツ目まであったが、このうち、1870年には町屋の整った地域に長者町・福富町の二町が起立。南一ツ目にあった遊水池（沼地）も1873年に埋め立てられ、寿町ほか7か町が起立（埋地7か町）。その他の耕地も同時期に埋め立てられ、1874年までには伊勢佐木町ほか数町が起立し、市街地化が顕著となる。1878年7月、市街地化した南三ツ目・北四ツ目までが横浜区に編入され、1880年南三ツ目に高島町遊廓が移転し、のちの永真歓楽街が形成され繁盛するようになる。また、残部地区は久良岐郡吉田新田から1889年4月1日久良岐郡戸太村大字吉田新田となり、1895年7月1日町制施行により久良岐郡戸太町大字吉田新田に、1901年4月1日横浜市に編入され、大字吉田新田の地に南吉田町を起立。全域が市街地となる。1927年10月1日吉田新田の全域が中区に編入される。翌1928年9月1日町界丁目地番整理事業が実施され、南吉田町から数町が分立してほぼ現在の町割りとなる。1944年12月1日、寿警察署（現在の南警察署）管内の地区が南区に分割編入されて現在に至る。

## 関連文献
- 「吉田新田」『新編武蔵風土記稿』 巻ノ78久良岐郡ノ6、内務省地理局、1884年6月。NDLJP:763986/43。